# The Great War (альбом Sabaton)
The Great War (с англ. — «Великая Война») — девятый студийный альбом шведской пауэр-метал группы Sabaton, выпущенный 19 июля 2019 года. Это первый альбом с участием Томми Йоханссона в качестве гитариста. Первый сингл альбома, «Fields of Verdun», был выпущен 3 мая 2019 года, за ним последовал сингл «The Red Baron», выпущенный 13 июня того же года. Сингл на заглавную песню, «Great War», был выпущен 27 июня. Четвёртый сингл, «82nd All the Way», был выпущен 20 июля. Альбом был выпущен в четырёх изданиях: стандартное издание, историческое издание с повествованием, предшествующим каждому треку, Soundtrack Edition, содержащее инструментальные версии композиций, эксклюзивное издание Sabaton History Patreon, содержащее повествование Индианы Найделл.
За день до выхода альбома, 18 июля 2019 года, в сотрудничестве с Sabaton, российский кавер-исполнитель Radio Tapok выпустил версию песни «The Attack of the Dead Men» на русском языке.

## Список композиций
| №   | Название                             | Текст песни                  | Музыка                  | Тематика                                         | Длительность |
| --- | ------------------------------------ | ---------------------------- | ----------------------- | ------------------------------------------------ | ------------ |
| 1.  | «The Future of Warfare»              | Йоаким Броден                | Броден                  | Танки в Первой Мировой Войне                     | 3:26         |
| 2.  | «Seven Pillars of Wisdom»            | Броден                       | Крис Рёланд, Броден     | Лоуренс Аравийский                               | 3:02         |
| 3.  | «82nd All the Way»                   | Йоаким Броден, Пер Сундстрём | Рёланд, Броден          | Элвин Йорк                                       | 3:31         |
| 4.  | «The Attack of the Dead Men»         | Броден                       | Рёланд, Броден          | Атака мертвецов                                  | 3:56         |
| 5.  | «Devil Dogs»                         | Сундстрём                    | Броден                  | Битва при Белло Вуд                              | 3:17         |
| 6.  | «The Red Baron»                      | Броден                       | Броден                  | Красный Барон                                    | 3:22         |
| 7.  | «Great War»                          | Сундстрём                    | Броден, Коди Карлссон   | Ужасы Первой Мировой Войны, Битва при Пашендейле | 4:28         |
| 8.  | «A Ghost in the Trenches»            | Броден                       | Томми Йоханссон, Броден | Фрэнсис Пегамагабо                               | 3:26         |
| 9.  | «Fields of Verdun»                   | Броден, Сундстрём            | Тоббе Энглунд, Броден   | Битва при Вердене                                | 3:17         |
| 10. | «The End of the War to End All Wars» | Броден                       | Броден                  | Потери в Первой мировой войне                    | 4:45         |
| 11. | «In Flanders Fields»                 | Джон Маккрей                 | Броден                  | Фландрское сражение                              | 1:57         |

## Участники записи
- Йоаким Броден — вокал, клавишные
- Пер Сундстрём — бас-гитара, бэк-вокал
- Крис Рёланд — гитара, бэк-вокал
- Томми Йоханссон — гитара, бэк-вокал
- Ханнес Ван Дал — ударные, бэк-вокал
- Тоббе Энглунд — гитарное соло в песне «Fields of Verdun»
- Антти Мартикайнен — оркестровые аранжировки на песне «Fields of Verdun», дополнительные оркестровые аранжировки для издания The Great Box Edition[10]
- Йонас Кьелгрен — производство, звукоинженер, сведение
- Маор Аппельбаум — мастеринг

## Реакция
Холли Райт из Metal Hammer присвоила альбому 4/5 звёзд, восхваляя его как «бурный, пронзительный риффовый марш к победе, включающий влияния фолка и пауэр-метала, который звучит удивительно оптимистично для альбома кровожадного массового уничтожения». Дэйв Симпсон из The Guardian оценил альбом на 3/5 звезды и сказал, что он предпочитает версию History, которая включает комментарии в начале песен, описывающие события, о которых они повествуют.

## Позиции в чартах
| Чарты (2019)                        | Пиковая позиция |
| ----------------------------------- | --------------- |
| Австралия (ARIA)                    | 7               |
| Австрия (Ö3 Austria)                | 3               |
| Бельгия/Фландрия (Ultratop)         | 3               |
| Бельгия/Валлония (Ultratop)         | 19              |
| Канада (Canadian Albums Chart)      | 24              |
| Чехия (ČNS IFPI)                    | 7               |
| Нидерланды (Album Top 100)          | 13              |
| Финляндия (Suomen virallinen lista) | 3               |
| Франция (SNEP)                      | 40              |
| Германия (Offizielle Top 100)       | 1               |
| Венгрия (MAHASZ)                    | 10              |
| Италия (FIMI)                       | 50              |
| Норвегия (VG-lista)                 | 4               |
| Польша (ZPAV)                       | 3               |
| Шотландия (Scottish Albums Chart)   | 6               |
| Словакия                            | 48              |
| Испания (PROMUSICAE)                | 12              |
| Швеция (Sverigetopplistan)          | 1               |
| Швейцария (Schweizer Hitparade)     | 1               |
| Великобритания (UK Albums Chart)    | 11              |
| США (Billboard 200)                 | 42              |